# Alfonso Méndez Plancarte
Alfonso Méndez Plancarte (Zamora, Michoacán, México, 2 de septiembre de 1909 - Ciudad de México, 8 de febrero de 1955) fue un humanista e intelectual mexicano, poeta, filólogo, filósofo y sacerdote católico. Sus investigaciones sobre la cultura y las artes de la Nueva España constituyeron una aportación fundamental, particularmente las hechas sobre Sor Juana Inés de la Cruz. Fue hermano de Gabriel Méndez Plancarte, con quien realizó una tarea fundamental en las investigaciones humanísticas.

## Biografía
Estudió en Roma en el Colegio Pio Latino Americano, donde obtuvo el grado de doctor en filosofía en 1927 y en la Universidad Pontificia de México se doctoró en teología en 1931. Se ordenó sacerdote en 1932.
Fue un excelente conferencista, pero una afección vocal lo obligó a retirarse de dicha actividad, y se dedicó casi exclusivamente desde entonces a la investigación, la cual realizó con erudición y cuidado. Se dedicó de 1951 a 1957 a la edición de tres volúmenes de las obras completas de Sor Juana Inés de la Cruz, obra que sigue siendo referencia obligada del tema, sobre todo por su notas y referencias. En la anterior década (1942-1945) había publicado una antología de poesía virreinal titulada Poetas novohispanos, en tres tomos, prologada por él y con abundantes notas; esta edición fue seguramente la que le valió que se le encargase la publicación de las obras de sor Juana.
El 29 de diciembre de 1950 fue nombrado miembro correspondiente de la Academia Mexicana de la Lengua; años más tarde fue nombrado miembro de número, tomó posesión de la silla XXVII el 26 de enero de 1954.

## Publicaciones
- Grano de mostaza, 1938
- León Marchante, jilguerito del Niño Dios. Un olvidado poeta español del siglo XVII (1948)
- Fátima, realidad y maravilla. El Tepeyac o el Lourdes del siglo XX 1948
- Novena en honor de Nuestra Señora del Buen Socorro, de Zamora, Michoacán, 1948
- El corazón de Cristo en la Nueva España, 1951
- Dos textos catequísticos. Ripalda frente a Gasparri 1951
- Primor y primavera del hai-kai 1951
- Guadalupe en más pleno fulgor litúrgico 1952
- Díaz Mirón, poeta y artífice 1954
- Cuestiúnculas gongorinas 1955
- San Juan de la Cruz en México 1959
- Críticas de críticas 1982